# Polytechnische School te Delft

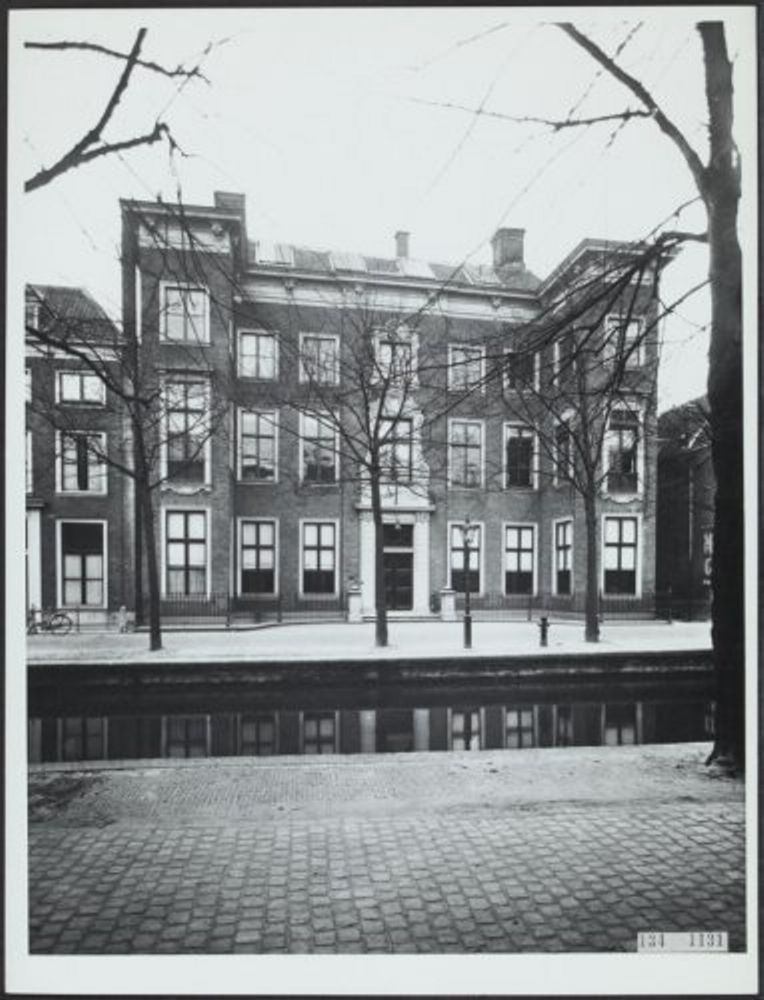
Hoofdgebouw der Polytechnische school te Delft aan de Oude Delft 95, van waaruit de opleiding in 1864 van start ging. Foto uit ca. 1900.

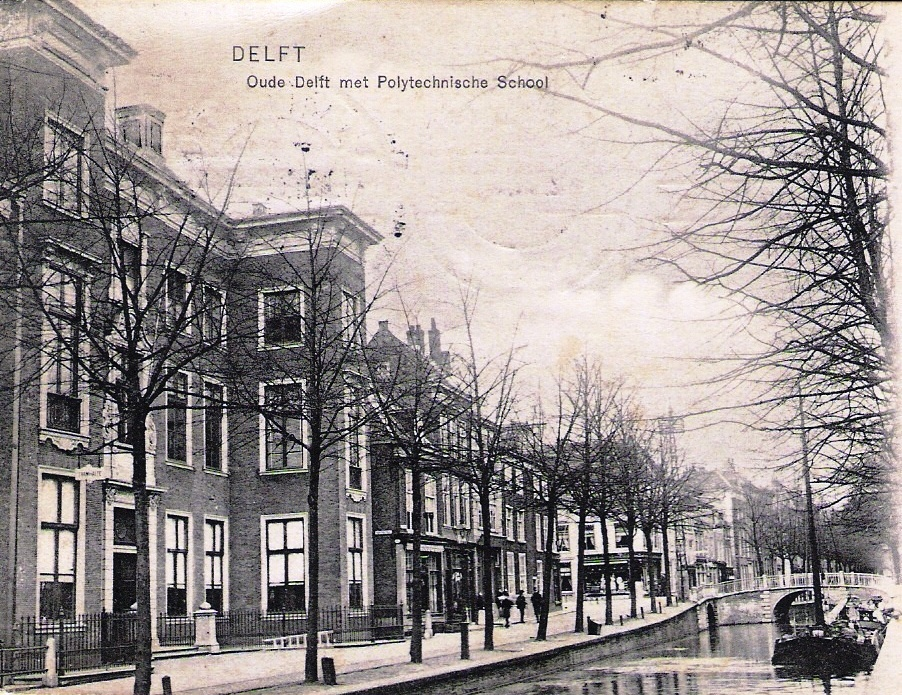
Hoofdgebouw aan de gracht, de Oude Delft laat 19e eeuw.

Polytechnische School te Delft was een instituut voor hoger onderwijs in de techniek in Delft van 1864 tot 1905. Het was de opvolger van de Koninklijke Akademie te Delft, die in 1843 was gestart. In 1905 is deze school omgevormd tot Technische Hogeschool Delft, en in 1988 tot de huidige Technische Universiteit Delft.
Het instituut had de status van een polytechnische school in Delft, die met de wet op het middelbaar onderwijs van 2 mei 1863 mogelijk gemaakt was. Deze wet voorzag ook een nieuw middelbaar onderwijs met de Hogereburgerschool, die als toelating diende. De polytechnische school had niet de status van de universiteit, en in tegenstelling tot het huidig wetenschappelijk onderwijs lag het accent meer op de opleiding dan het onderzoek.
De Polytechnische school voorzag gedurende zijn bestaan in drie opleidingen: civiele techniek, bouwkunde en werktuigbouwkunde. In deze drie zuilen werden vijf types ingenieurs opgeleid: civiel-ingenieur, bouwkundig-ingenieur (architect), scheepsbouwkundig-ingenieur, werktuigbouwkundig-ingenieur en mijn-ingenieur.

## Overzicht
De Polytechnische school werd officieel geopend op 1 juli 1864, en het eerste onderwijs begon na de zomer op 26 september 1864. De twee doelgroepen van de Polytechnische school werden in die tijd beschreven als:
1. Aanstaande industriëlen of technologen, die een grotere mate van theoretische en technische kennis verlangen dan aan een hogere burgerschool met vijfjarige cursus kan verkregen worden;
2. Hen, die verlangen zich te bekwamen tot a. civiel ingenieur; b. architect of bouwkundig ingenieur; с. scheepsbouwkundig ingenieur; d. werktuigkundig ingenieur; e. mijningenieur.

Het onderwijs werd gegeven door hoogleraren en leraren, die door de Koning werden benoemd. Het bestuur was opgedragen aan een directeur, tevens door de Koning benoemd, en een raad van bestuur, samengesteld uit de hoogleraren van de school.
Zo lang nog geen voldoende aantal hogere burgerscholen met vijfjarige cursus in werking is, wordt een deel van het aldaar te geven onderwijs, als voorbereidend tot de cursus der polytechnische school, aan deze gegeven. De Koning bepaalt, wanneer dit voorbereidend onderwijs zal ophouden. Het reglement der school is vastgesteld bij het kon. besluit van den 30 juni 1864 (St. 81). De directeur is voorzitter van de raad van bestuur.
De regeling van het onderwijs geschiedt door de directeur in overleg met de raad. Het programma van de lessen wordt vastgesteld in een algemeene vergadering en door de minister bekrachtigd. De directeur heeft het algemeen toezicht over de verzamelingen en werkplaatsen. Het bewaren der bibliotheek is opgedragen aan een bibliothecaris, door de minister aangesteld. De minister benoemt een ambtenaar, onder den directeur met het dagelijkse beheer der gebouwen en meubelen belast, tegelijk klerk van de directeur.
Niemand wordt tot de lessen toegelaten, dan na door de directeur te zijn ingeschreven en een som van 200 gulden bij de aanvang van ieder studiejaar te hebben betaald, waardoor hij den toegang krijgt tot alle lessen van de school. Zij die slechts enkele lessen wensen te volgen betalen 10, 20, 30 of 40 gulden per jaar, naargelang die lessen eenmaal, twee-, drie- of meermaals per week gegeven worden. ledere ingeschrevene kan de lessen volgen die hij verkiest. De cursus vangt aan de eerste maandag in september. Er zijn drie vakanties, een van 1 juli tot den aanvang van de volgende cursus, een met Kerstmis en een met Pasen, elke van tien dagen.
De regeling van het voorbereidend onderwijs is opgedragen aan de directeur; het programma wordt door hem ontworpen en door de minister bekrachtigd. Aan hen, die het voorbereidend onderwijs wensen te volgen, wordt gelegenheid gegeven om, indien gekozen, een voorafgaand examen at te leggen. Voor het bijwonen van dit onderwijs wordt 60 gulden per jaars betaald. De eindexamens der polytechnische school worden afgenomen door commissiën, door de minister te benoemen. Die examens zijn omschreven in de art. 59—65 der wet.

## Geschiedenis

### Voorgeschiedenis

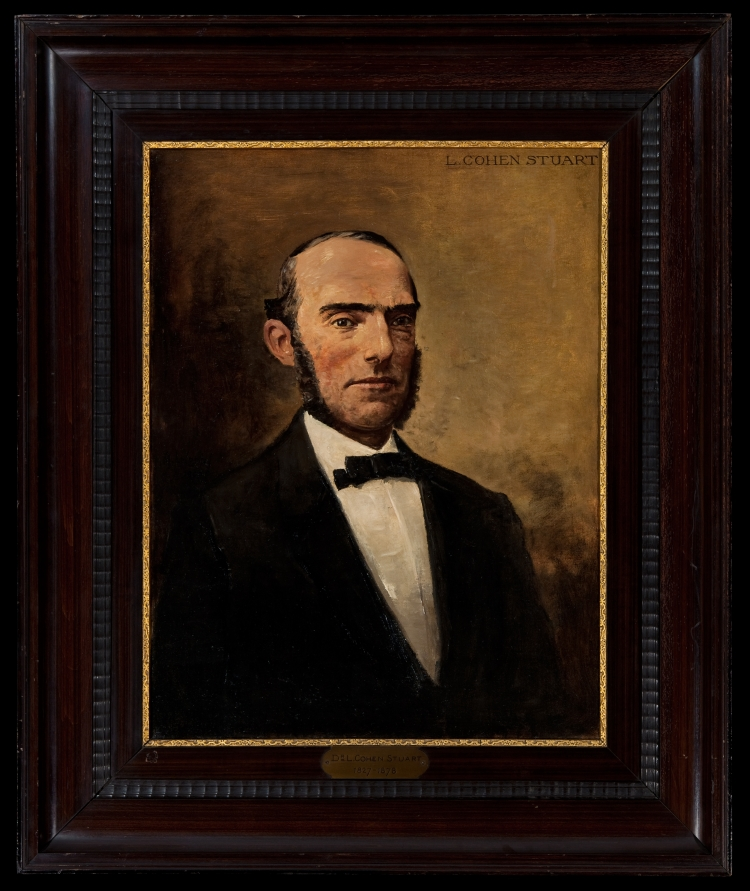
L. Cohen Stuart, hoogleraar wiskunde en geodesie, en directeur van 1864 tot 1878.

Bij Koninklijk Besluit werd het jaar daarop, op 20 juni 1864 de Koninklijke Akademie opgeheven, en de Polytechnische School te Delft gestart onder leiding van de directeur L. Cohen Stuart.

### Opening, programma en toelating
Op 1 juli 1864 werd de Polytechnische School geopend. De officiële opening vond plaats op 26 september 1864.
De school leidde op tot civiel-ingenieur, bouwkundig-ingenieur (architect), scheepsbouwkundig-ingenieur, werktuigbouwkundig-ingenieur, mijn-ingenieur en gaf ook onderricht in de theoretische en praktische mechanica, de kennis van werktuigen, de waterbouwkunde, het situatie-, ornament- en handtekenen, de beginselen van de geodesie, het praktisch landmeten en waterpassen en het administratief recht met betrekking tot de waterstaat van de openbare werken.
Het was ook mogelijk de lessen van één of enkele vakken te volgen. Ingeschrevenen voor één of enkele lessen moesten bij het begin van de cursus een evenredig deel van het collegegeld betalen. Het collegegeld bedroeg ƒ 200 ,--- per jaar.
Voor de toelating tot de lessen was het eindexamen HBS vijfjarige cursus verplicht. Het toelatingsexamen werd afgeschaft. Omdat aanvankelijk het aantal hogere burgerscholen met vijfjarige cursus beperkt was, moest volgens artikel 94 van de wet tot regeling van het middelbaar onderwijs tijdelijk voorbereidend onderwijs aan de Polytechnische School worden gegeven. Dit voorbereidend onderwijs werd in 1866 opgeheven.

### Verdere ontwikkeling
In 1869 overwoog de raad van bestuur de Polytechnische School naar Amsterdam over te plaatsen, omdat de raad meende, dat de hoofdstad betere huisvesting zou kunnen bieden aan docenten en studenten. Amsterdam beschikte echter niet over een geschikt schoolgebouw, waardoor het plan niet doorging. Het ruimtegebrek werd nijpend. Referendaris Victor de Stuers droeg enige oplossingen aan. 

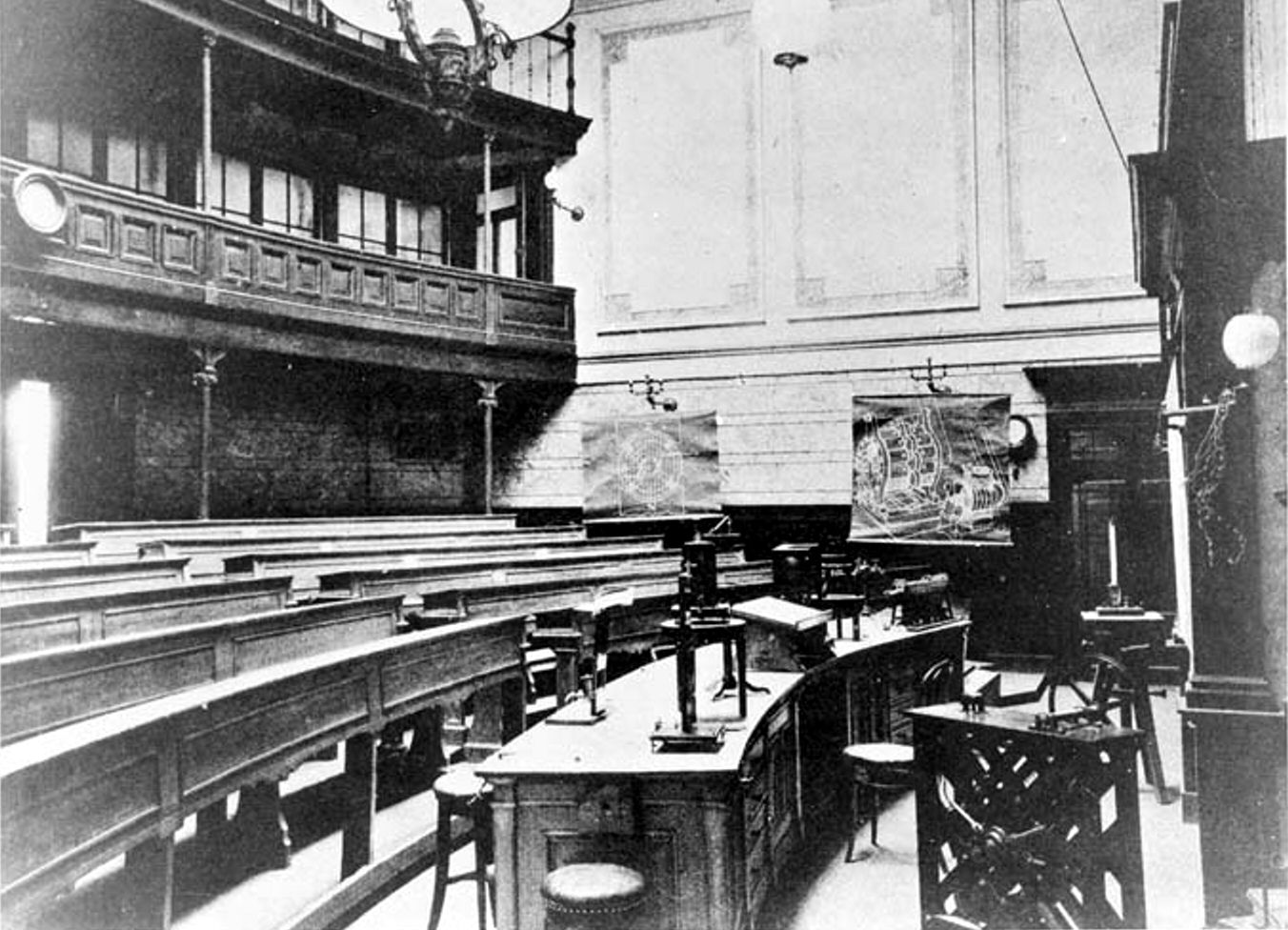
Collegezaal van Polytechnische School in 1895.

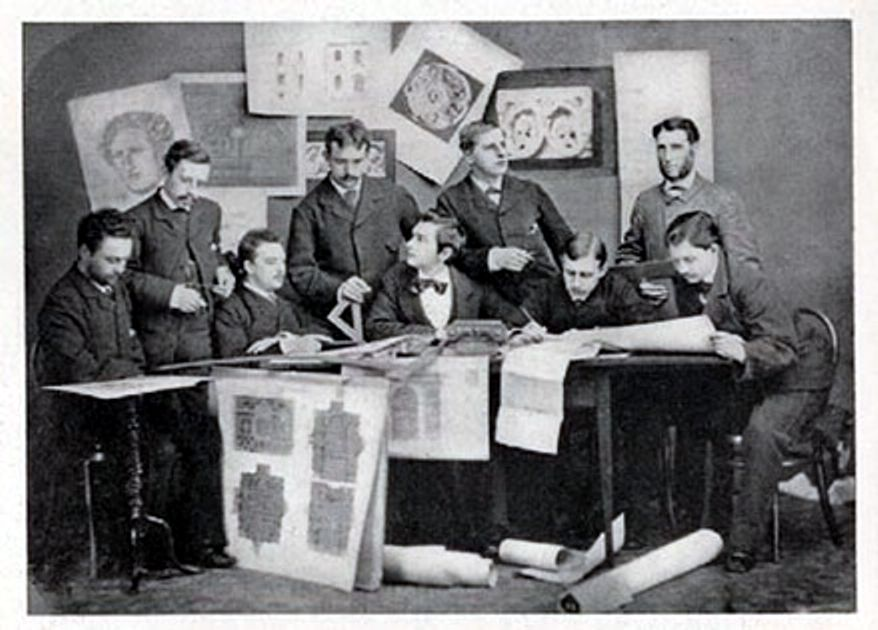
Klas van professor Eugen Gugel eind 19e eeuw.

Gedeeltelijk werd dit ook opgelost toen de rijksbouwkundige Jacobus van Lokhorst in 1891 opdracht kreeg een ontwerp te maken voor een gebouw voor geodesie, waarvoor grond was gekocht aan de Kanaalweg. De bouw werd op 15 december aanbesteed en op 15 mei 1895 werd de nieuwbouw in gebruik genomen. In hetzelfde jaar kwam de nieuwbouw voor microbiologie, Nieuwelaan 5 gereed.

### Overgang naar de Hogere Technische School
Op de algemene ledenvergadering van de Vereniging van Delftse Ingenieurs van 18 juli 1891 werd een commissie inzake het technisch onderwijs ingesteld, belast met een onderzoek naar de nodige wijzigingen in het onderwijs. De commissie bracht in 1895 haar eindrapport uit met als bijlage een ontwerp van wet tot regeling van het Nederlandsch technisch onderwijs. Op 27 september 1895 ontving de raad van bestuur een uitnodiging van de minister van Binnenlandse Zaken om haar oordeel te geven over het wetsontwerp tot wijziging van de wet op het middelbaar onderwijs. Dit ontwerp hield in, dat een curatorium zou worden benoemd, belast met de leiding van de school. Het directoraat zou vervallen. Op 25 oktober 1895 vroeg de raad van bestuur aan de minister Binnenlandse Zaken nadere inlichtingen en werd een reorganisatiecommissie benoemd.
Door het ministerie Kuyper werd op 11 maart 1903 een wetsontwerp tot wijziging van de hoger onderwijswet van 1876 bij de Kamer ingediend, dat voorzag in de oprichting van technische hogescholen, maar ook in de oprichting van bijzondere universiteiten. Het verscheen eerst in 1905 in het Staatsblad, omdat het tevens voorzag in de mogelijkheid tot confessioneel onderwijs, wat tot principiële disputen leidde.
De docenten van de Polytechnische School kregen eervol ontslag en werden met uitzondering van de directeur tegelijkertijd benoemd aan de Technische Hogeschool. De officiële opening van de Technische Hogeschool vond plaats op 10 juli 1905 in de grote zaal van Stadsdoelen door koningin Wilhelmina in tegenwoordigheid van prins Hendrik en koningin Emma.

## Polytechnische School te Delft, aspecten

### Bestuur
De school werd bestuurd door een directeur, Lewis Cohen Stuart, die werd bijgestaan door een raad van bestuur. Volgens artikel 43 van de wet op het middelbaar onderwijs moest de raad worden gekozen uit de hoogleraren. Uit de raadsleden werd een secretaris gekozen voor de tijd van één jaar.
De eerste vergadering van de raad van bestuur vond plaats op 9 juli 1864. In de vergadering van 10 augustus van dat zelfde jaar werd het onderwijsprogramma samengesteld, dat bij ministeriële beschikking nr. 7 van 14 augustus 1864 werd bekrachtigd.

### Staf
Aan de school was een directeur met acht hoogleraren, vijf leraren en één hoogleraar-honorair, dr. Rehuel Lobatto, verbonden. . Harry Lintsen (1994) heeft dit als volgt nader gespecificeerd:
Bij de start van de Polytechnische School waren er 12 hoogleraren, vijf voor de zuivere en toegepaste wiskunde, en verder onder andere voor de toegepaste natuurkunde, scheikunde, mechanische technologie, waterbouwkunde en burgerlijke bouwkunde. De leerstoel in de mechanische technologie werd bezet door de voormalige directeur van de Technische School in Utrecht, Grothe. Daarnaast werd een zevental leraren aangesteld.
en verder:
Onder de academici bevonden zich overigens ook verschillende Delftse ingenieurs; zij waren na hun studie naar de universiteit gegaan. Voorbeelden hiervan waren de hoogleraren in de wiskunde Cohen Stuart, C.P. Burger en R.W. van Goens en de hoogleraar in de natuurkunde  C.H.C Grinwis. Na de beginfase waren verder verschillende leraren en hoogleraren van de Polytechnische School eerst enkele jaren leraar aan een hbs geweest.

### Aantal studenten

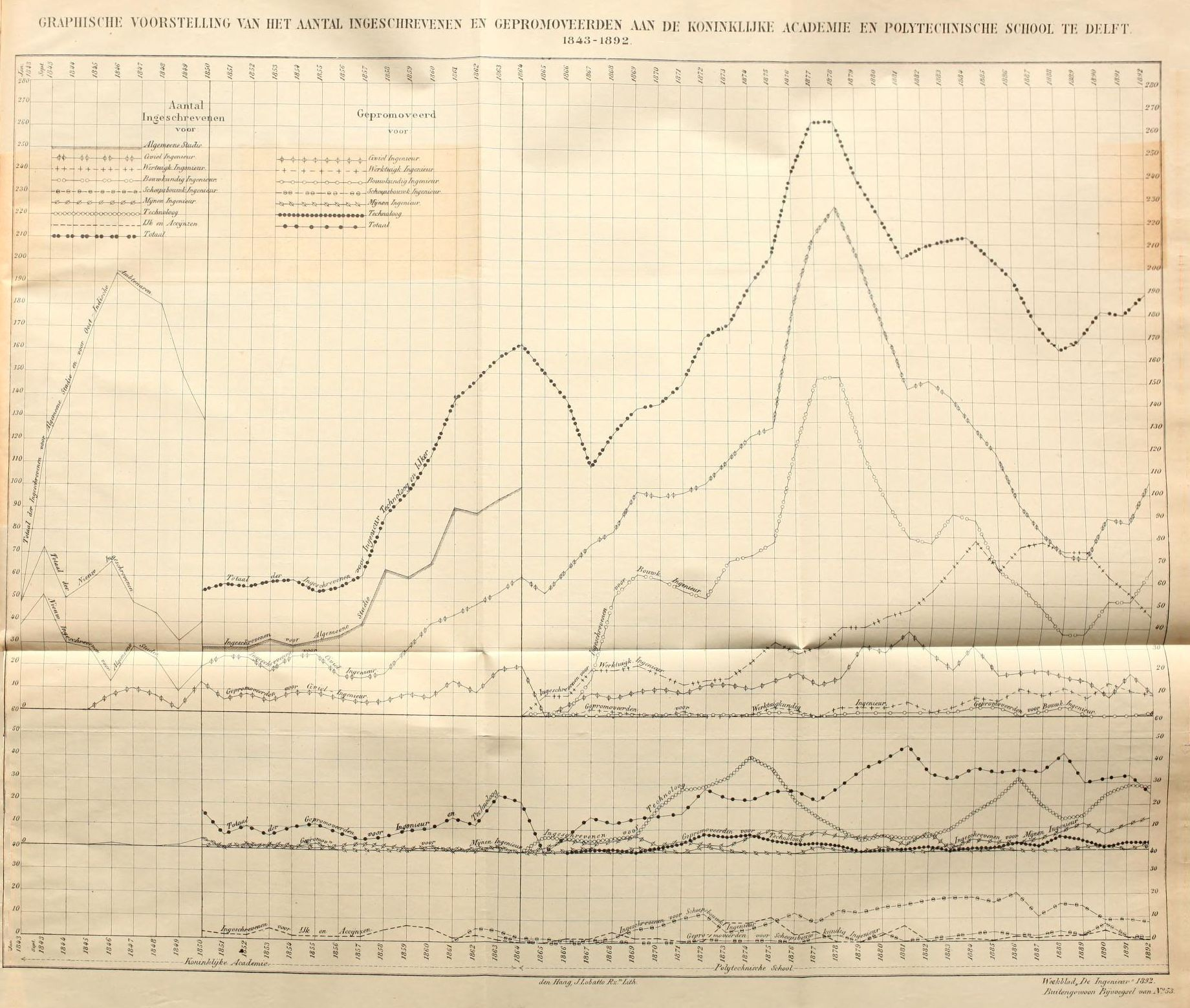
Aantal studenten op de Koninklijke Academie en op de Polytechnische School te Delft, 1843-1892. Zie verder ook hier.

Op 8 september 1864 vond de eerste inschrijving van studenten plaats. De school startte met 91 leerlingen en was weldra aan uitbreiding toe.
| Jaar | Totaal | Civiel  | Werktuigbouw | Technologie |
| ---- | ------ | ------- | ------------ | ----------- |
| 1864 | 91     | 54      | 8            | 7           |
| 1870 | 171    | 96      | 12           | 20          |
| 1875 | 263    | 127     | 27           | 37          |
| 1880 | 362    | 174     | 31           | 7           |
| 1885 | 319    | nvt     | 57           | 23          |
| 1889 | 251    | 70      | 67           | 15          |
| 1895 | 420    | ca. 200 | 94           | 46          |
| 1900 | 784    | ca. 250 | ca. 235      | 83          |
| 1904 | 1104   | 300     | 440          | 139         |

Aantal ingeschreven studenten aan de Polytechnische School te Delft tussen 1864 en 1904
De gebruikte terminologie hier is niet meer van deze tijd. De opleiding Technologie was voor hen die "zich later aan het Fabriekswezen wilden wijden", en zij onderscheidde zich van hen die "de Civiele Bouw- en Waterbouwkunde wilden bestuderen".

### Behuizing

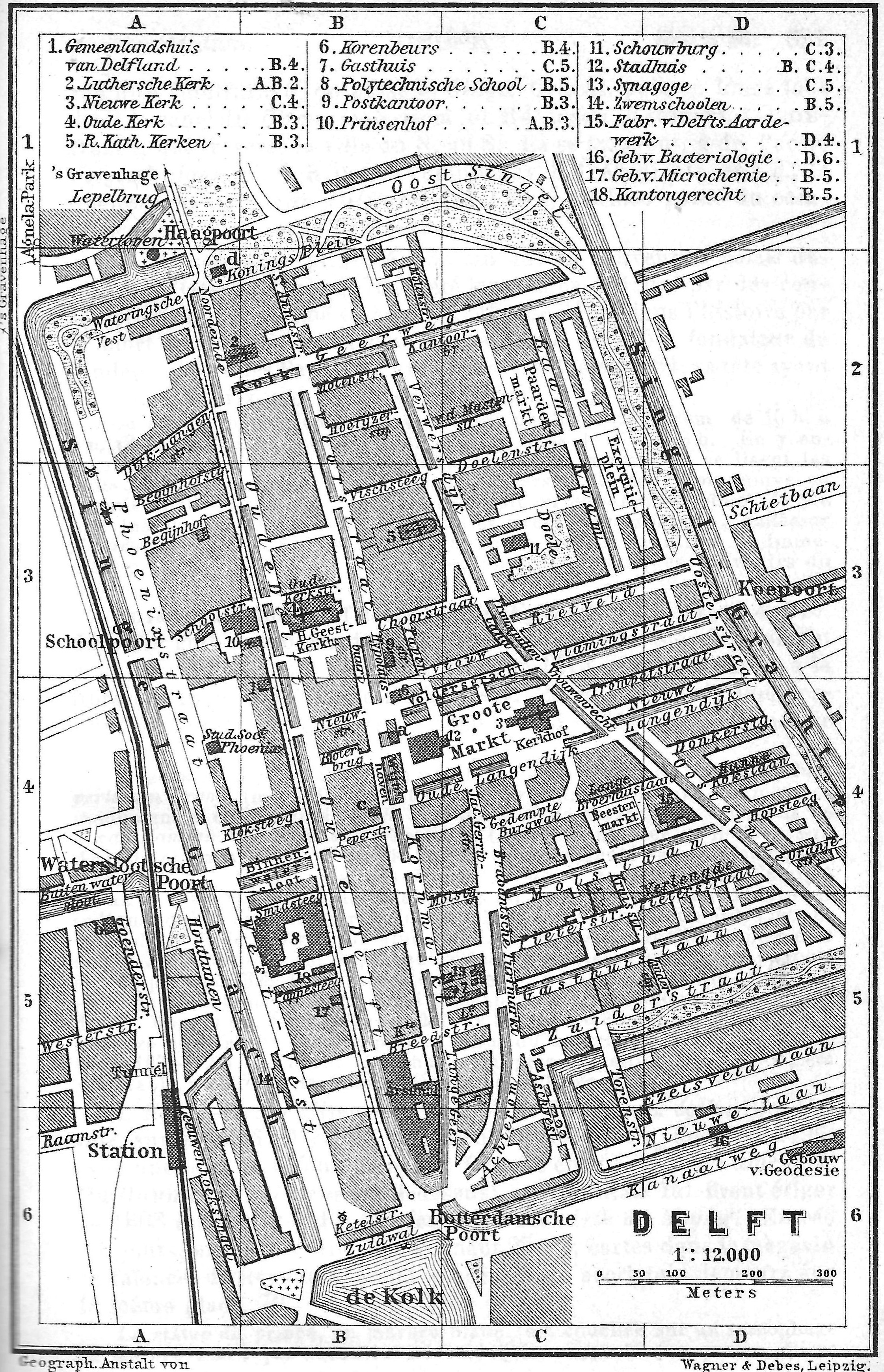
Delft met gebouwen van Polytechnische school in 1905.

De Polytechnische school was in 1865 begonnen met het hoofdgebouw aan de Oude Delft 95. In de voorgaande periode was de bouw van een tweede gebouw, speciaal voor de afdelingen scheikundige technologie en werktuigbouw, al in gang gezet. Dit gebouw verrees aan de achterzijde van het hoofdgebouw voorbij de tuin aan de Westvest 9, de onderwijsvilla genaamd. De Westvest was ooit de stadswal, die na verwijdering van de stadsmuren halverwege de 19e eeuw in een singel was omgetoverd. Het gebouw was ontworpen door de Delftse architect C.J. de Bruyn Kops (1829-1891) in een eclectische stijl.
Na een korte terugloop van het aantal studenten in de eerste jaren, zette de groei in en was na tien jaar het aantal studenten verdubbeld. Om de groei op te vangen werd naast het gebouw aan de Westvest 9 een tweede stadsvilla gepland met een grote collegezaal en natuurkundelaboratoria, de Westvest 7. Dit gebouw werd ontworpen door de eigen hoogleraar Eugen Gugel, en in 1874 gerealiseerd.
In deze periode werd het oude laboratoriumgebouw aan de Oude Delft 89-91 verbouwd tot een onderkomen voor de civiel en bouwkundig ingenieurs. Deze verbouwing werd in 1875 en 1877 in twee fasen uitgevoerd, waarbij de hedendaags aanwezige langgerekte neoclassicistische gevel werd aangebracht. Dit plan was door een assistent van Gugel, genaamd Gerrit Jan Morre, tot stand gebracht.

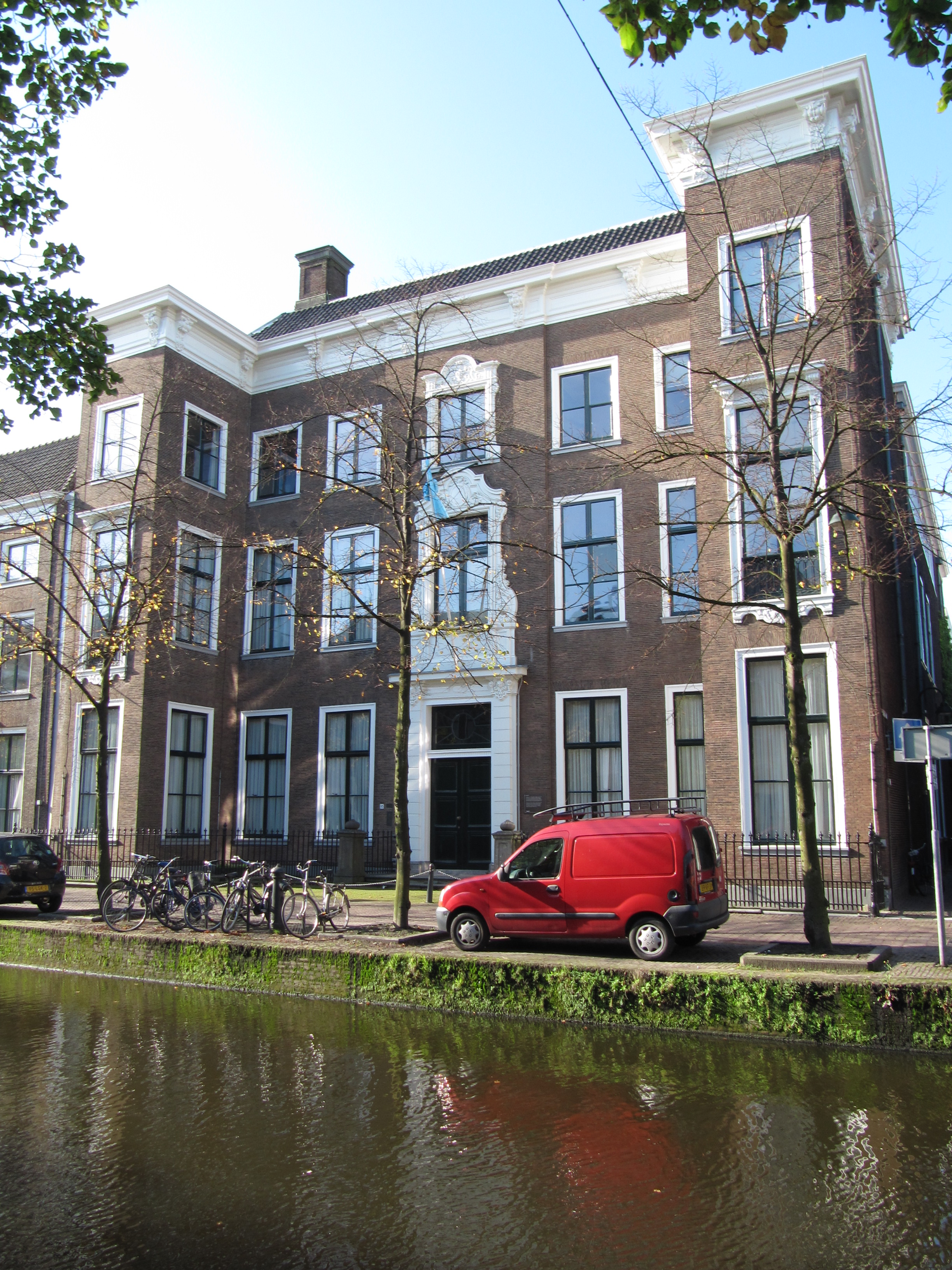
Oude Delft 95
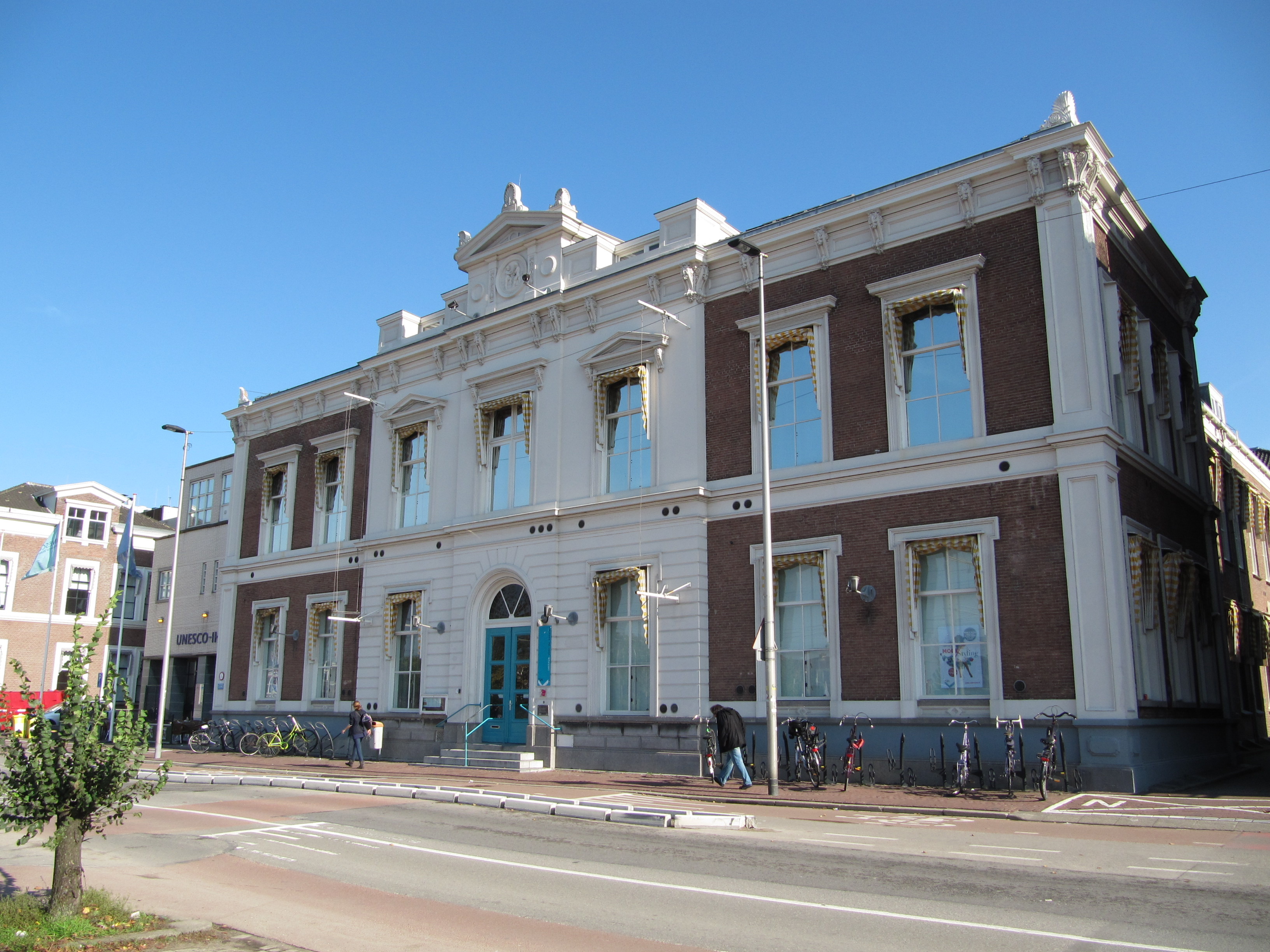
Westvest 9
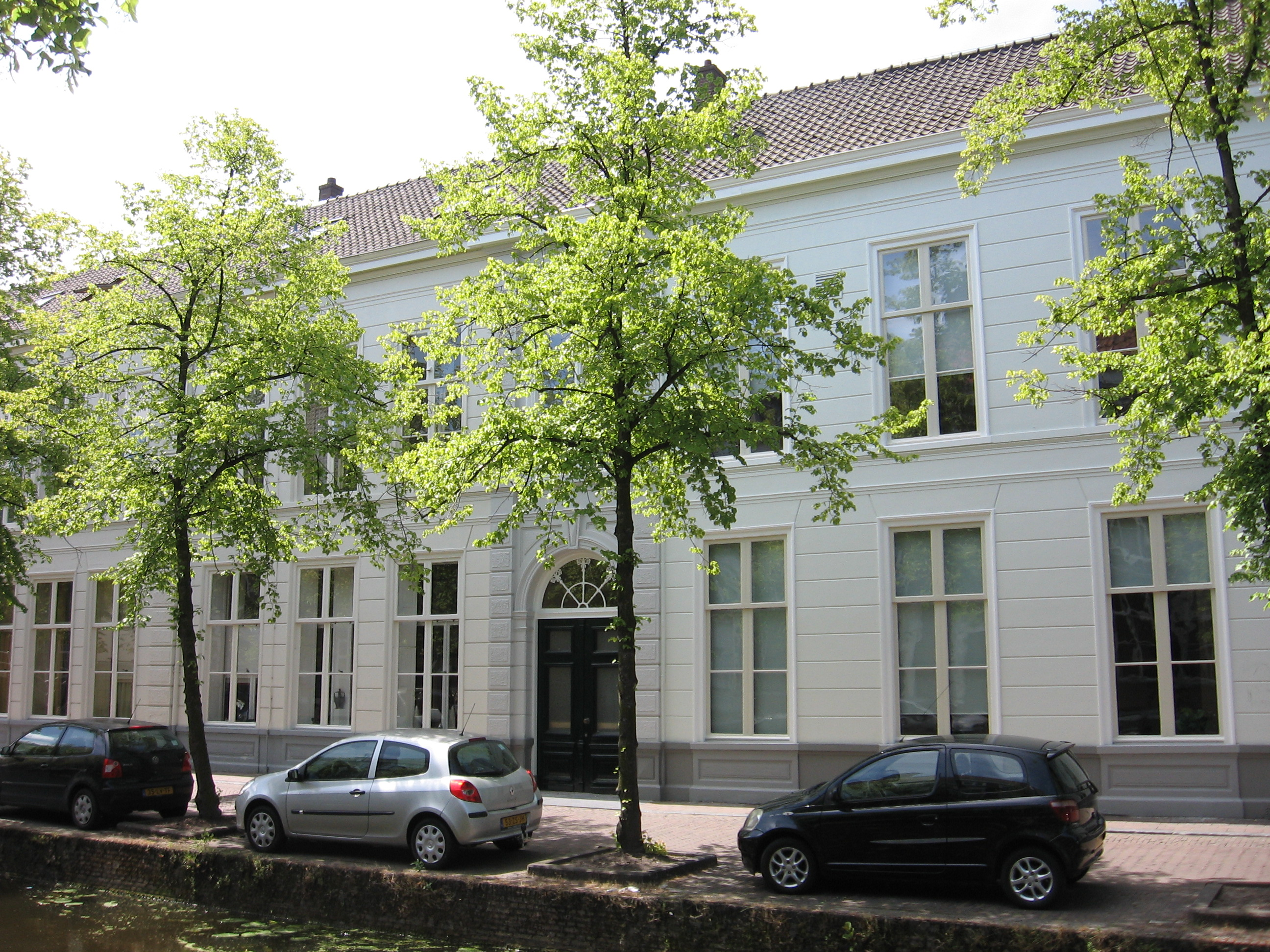
Oude Delft 89-91
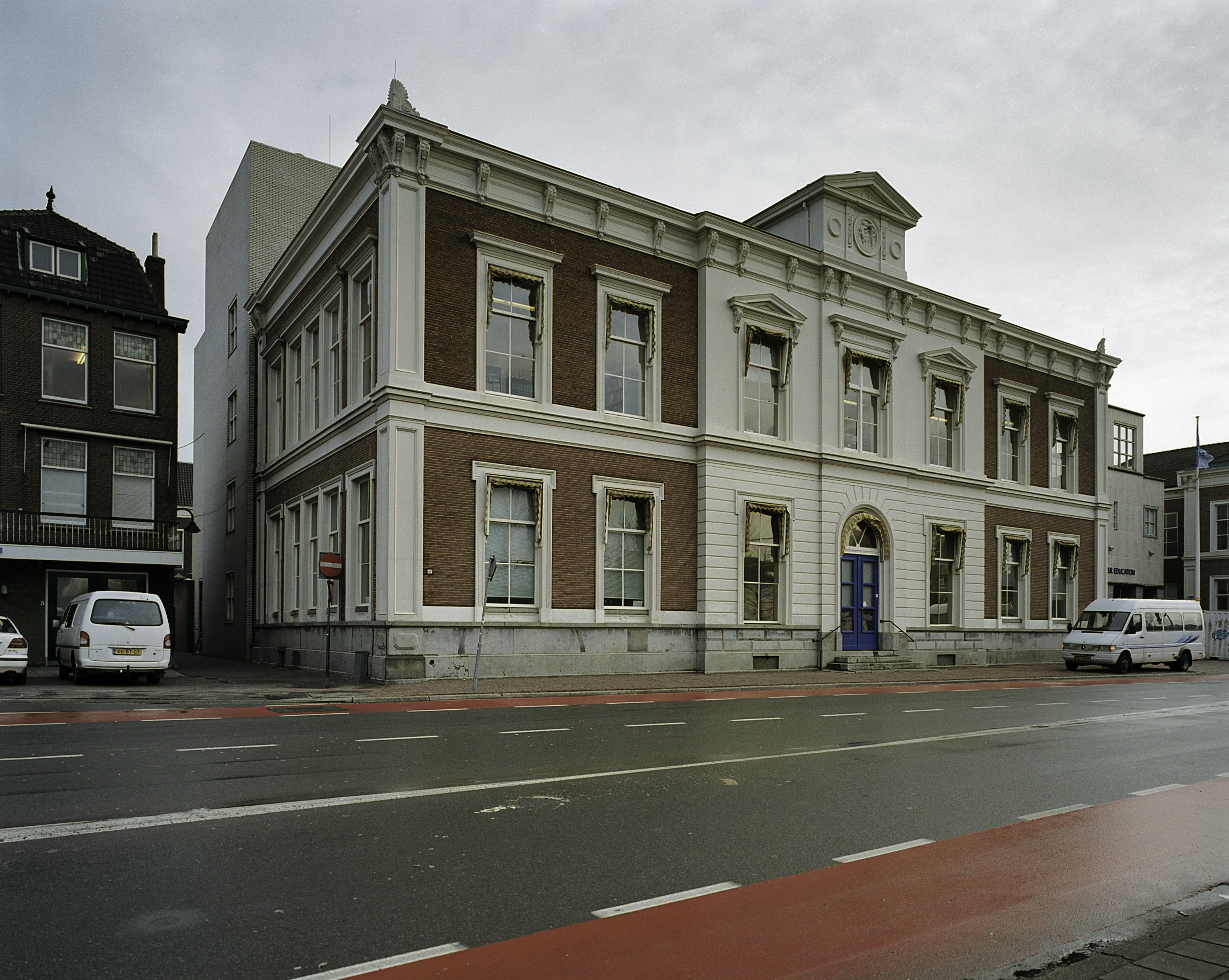
Westvest 7

Tot eind 19e eeuw bestond de Polytechnische school bestaan uit de Oude Delft 95, de Westvest 9, Westvest 7, en de Oude Delft 89-91. In februari 1898 werden twee percelen grond tussen het gebouw voor geodesie en het r.k. kerkhof gekocht. Op dit terrein is het gebouw voor natuurkunde en elektrotechniek gebouwd. Dit complex werd op 3 oktober 1904 officieel geopend. Deze voorzieningen waren evenwel niet voldoende om het ruimtegebrek geheel op te heffen. Zowel de gemeente Delft als het Rijk hebben gebouwen geheel of gedeeltelijk ter beschikking gesteld. De school kreeg de beschikking over het voormalig weeshuis, Oude Delft 59, het voormalig postkantoor, Oude Delft 71, het oude gymnasium en de voormalige geweerwinkel, beide aan de Verwersdijk, en het tegenwoordige Gemeente Museum Prinsenhof.

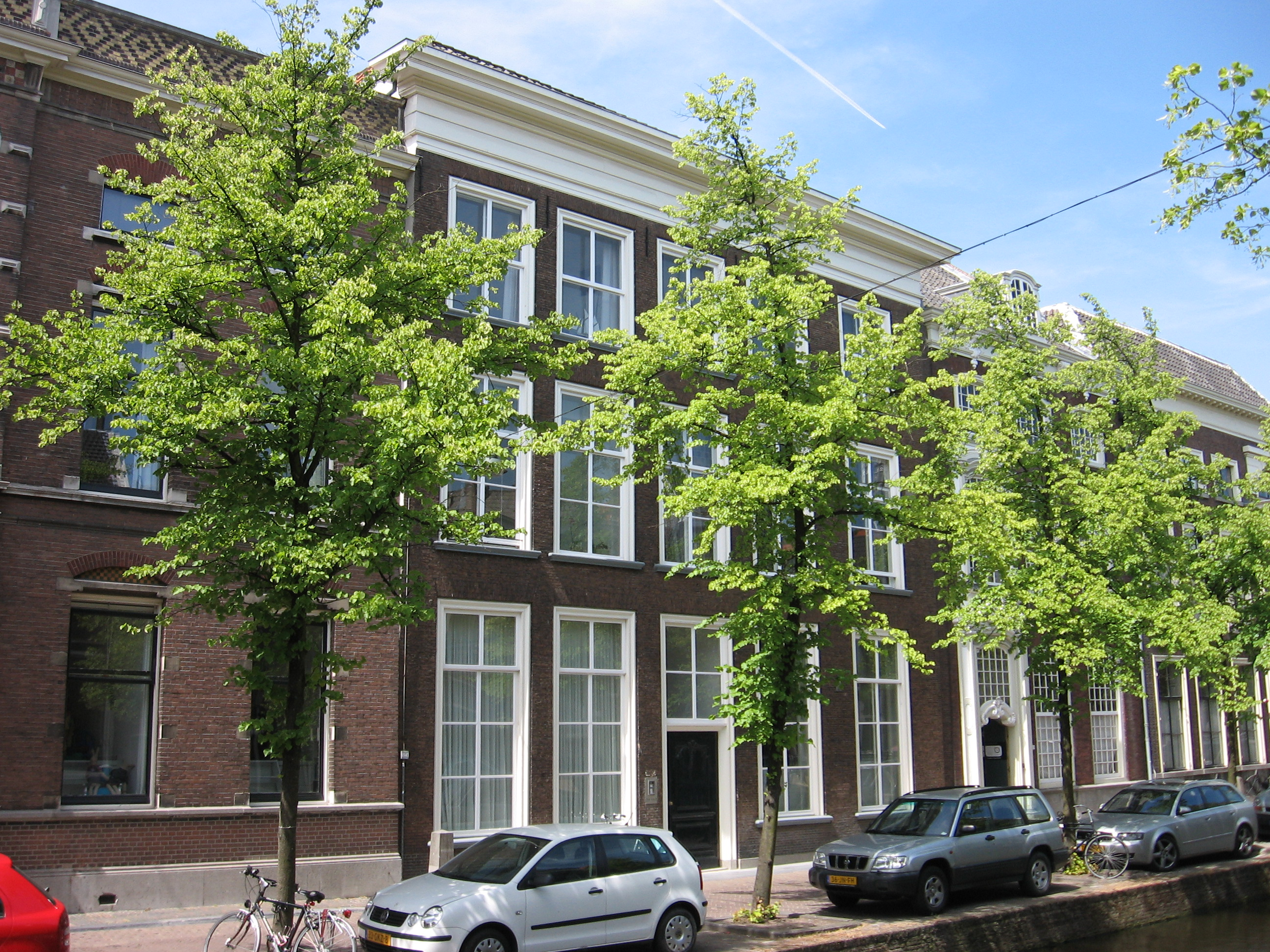
Oude Delft 71
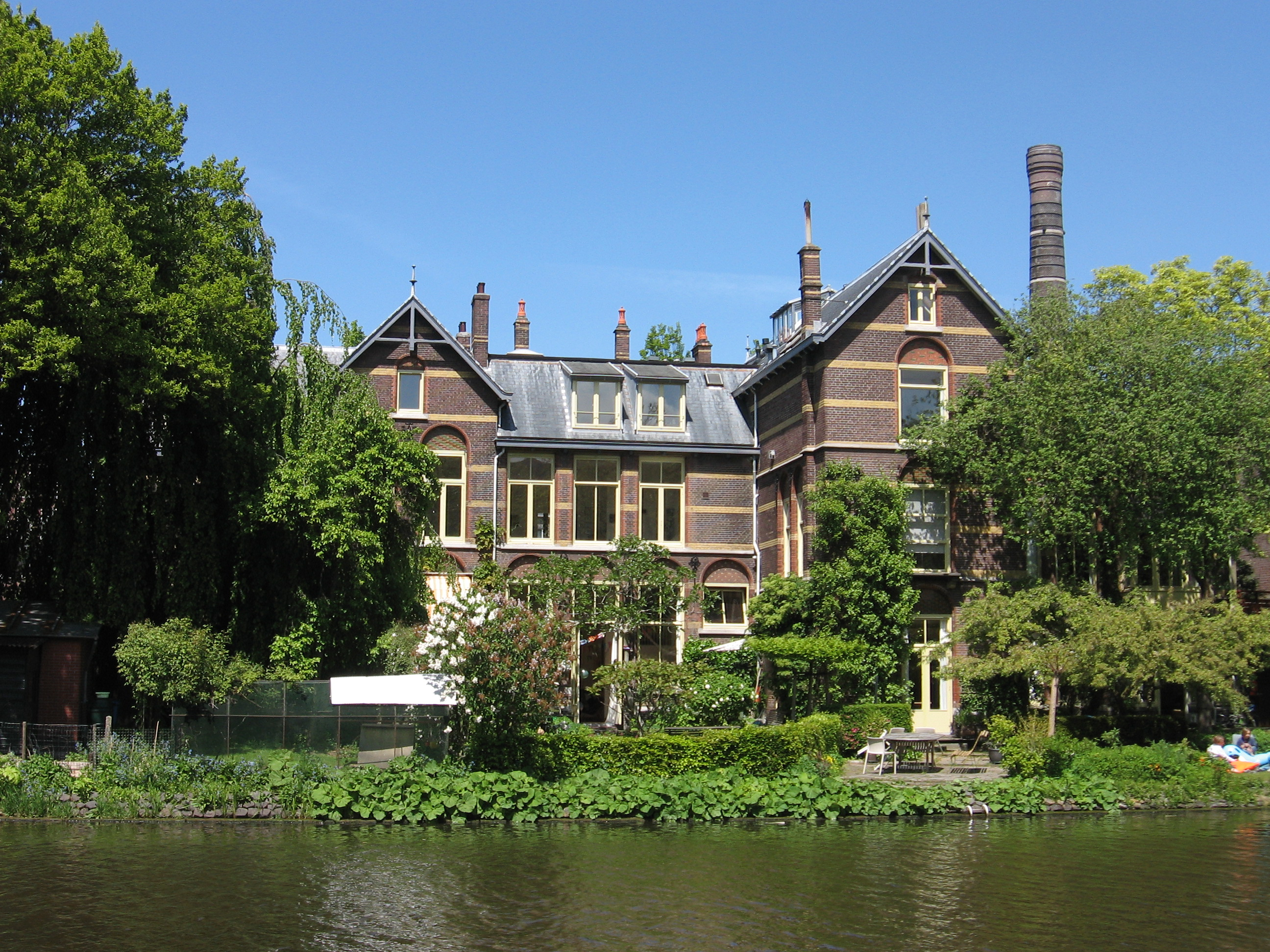
Nieuwelaan 5
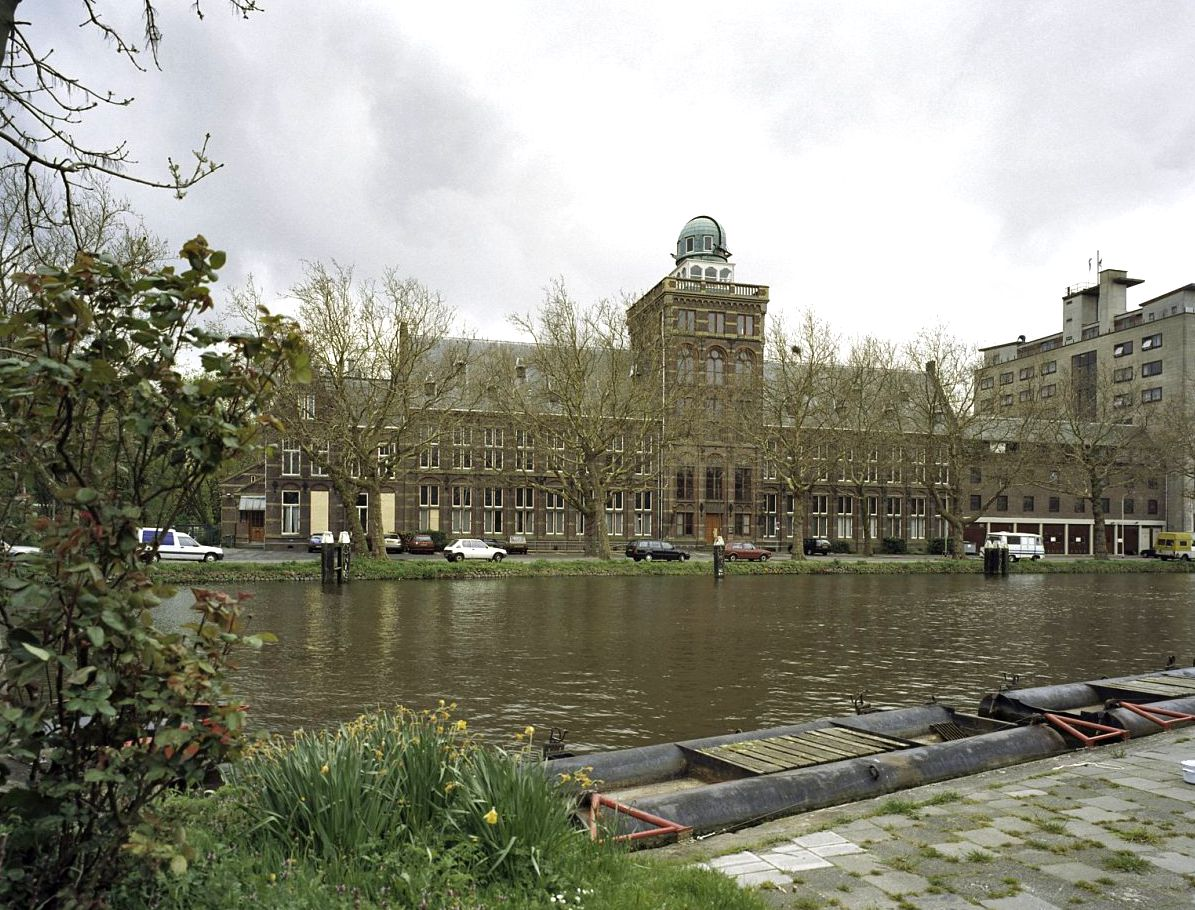
Kanaalweg 4
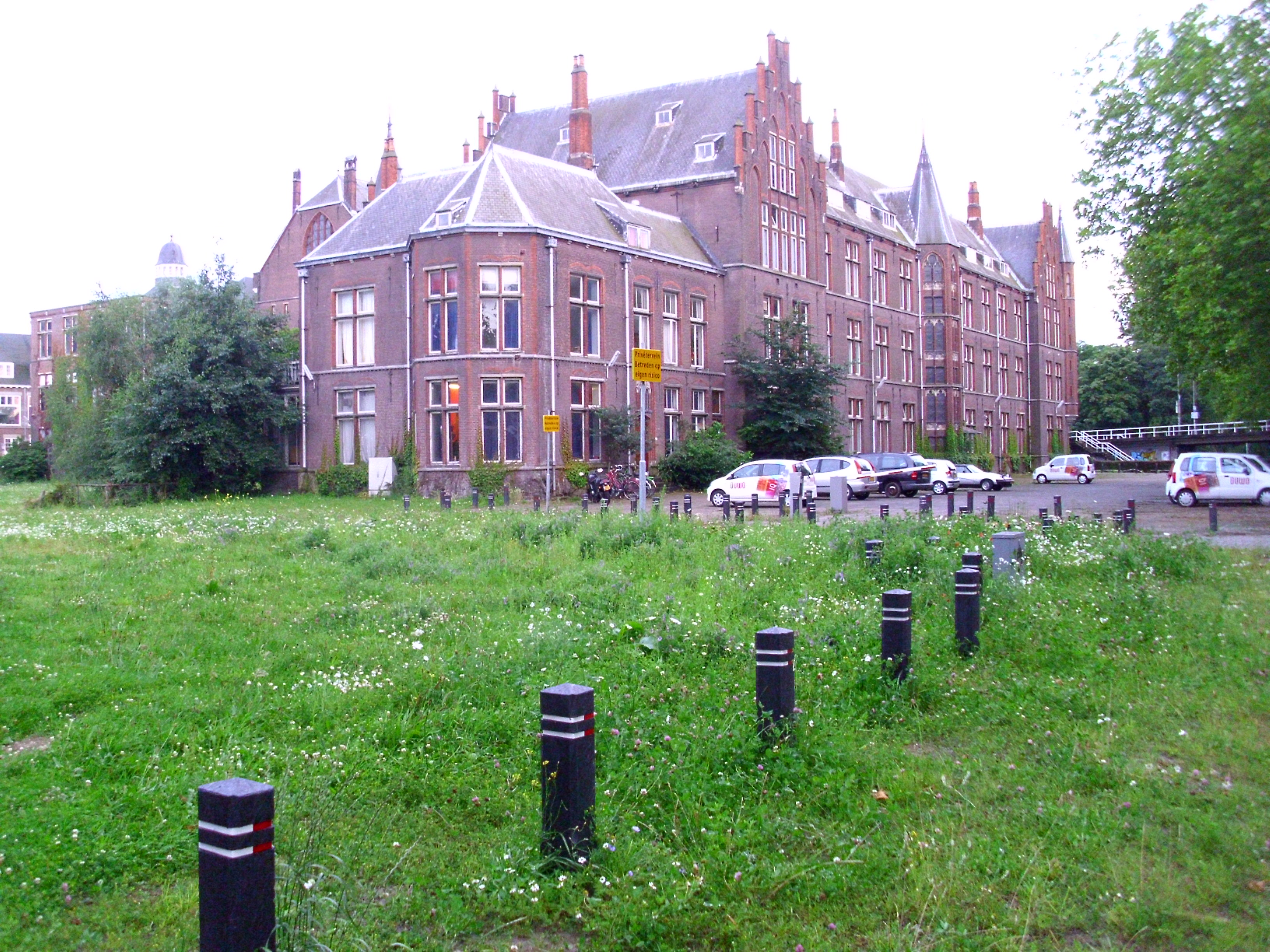
Kanaalweg 2

In het najaar van 1901 werd een terrein aan de Nieuwelaan gekocht, waar in 1905 een begin werd gemaakt met nieuwbouw voor de afdeling der Werktuig- en Scheepsbouwkunde. Uitbreiding van Polytechnische School betekende ook, dat zij aan gewicht toenam. Had het zin, haar nog te beschouwen als een instelling van middelbaar onderwijs? Over de latere uitbreidingen van de Polytechnische School rond de eeuwwisseling meldt Stenvert (2004):
Nieuwe uitbreidingen van de Polytechnische School verrezen aan weerszijden van het Rijn-Schiekanaal. Hoewel een ontwerp van Gugel en Morre al klaar lag, besloot de referendaris van Kunsten en Wetenschappen Victor de Stuers - mede vanwege een conflict met Gugel over het Utrechtse Academiegebouw - het ontwerp voor het Bacteriologisch Laboratorium (Nieuwelaan 1-5) aan rijksbouwmeester J. van Lokhorst te gunnen... In eenzelfde stijl door Van Lokhorst ontworpen (1891) is het voorm. gebouw voor Geodesie (Kanaalweg 4; 1892-'95). Het initiatief kwam van de hoogleraar landmeten, waterpassen en geodesie Charles Mathieu Schols, die het gebouw moest delen met de Dienst der Rijksdriehoeksmeting... Verder maakte Van Lokhorst het ontwerp (1897) voor een laboratorium voor elektrotechniek, dat in tweede instantie werd veranderd in Laboratorium voor Natuurkunde en Elektrotechniek (Kanaalweg 2; 1902-'03, uitgebreid 1917).
In de loop van de 20ste eeuw verrees in de weilanden achter de Kanaalweg de tegenwoordige TU wijk. Het duurde echter tot het eind 20ste eeuw, dat de laatste gebouwen in de oude binnenstad werden afgestaan.

## Hoogleraren en andere medewerkers
- Louis Aronstein
- Martinus Beijerinck
- Johannes Bosscha jr.
- Combertus Pieter Burger (1825-1908)
- Jacob Cardinaal
- Lewis Cohen Stuart
- Adolf le Comte
- Johan Christiaan Dijxhoorn
- Stephanus Gerhard Everts
- C.H.C Grinwis
- Ryklof W. van Goens
- Peter Dietrich Grothe
- Eugen Gugel vormleer en geschiedenis
- Nicolaas Hubert Henket waterbouwkunde
- Sebastiaan Hoogewerff
- Adrien Huet
- Heike Kamerlingh Onnes
- Jacobus Alida van der Kloes
- Euee Lacombé boetseren
- Adolf Lecomte Ornamenttekenen
- Gerrit Jan Legebeke
- Rehuel Lobatto
- Gerrit Jan Morre Architectuur
- Édouard-Jean Niermans
- Antoine Corneille Oudemans (1831-1895)
- Baltus Hendrik Pekelharing
- Hendrik Adrianus Ravenek
- Charles Mathieu Schols Wiskunde en Geodesie
- Jan Anthony Snijders
- Franciscus Johannes Stamkart Wiskunde en geodesie
- Jean Marie Telders Waterbouwkunde en directeur
- Paul Tetar van Elven tekenen
- Hermann Vogelsang doceerde geologie van 1865-1874[7]

## Oud-studenten
- Willem Albarda
- Bernardus Arps
- Martinus Beijerinck
- Henri Breetvelt
- Kees Bremer
- Jacob Cardinaal
- Joseph Cuypers
- Gerardus Diehl
- Johan Christiaan Dijxhoorn
- Louis Alexander van Essen
- Reinder Fennema
- Adriaan Fokker
- Isaac Franco
- Alphonse C.Ch.G. van Hemert
- George van Heukelom
- Jan Gratama
- Johan van Hasselt
- Jacobus van 't Hoff
- Willem Hupkes
- Frederik van Iterson
- Gerrit van Iterson
- Frederik Bernard s'Jacob (1850-1935)
- W.H.L. Janssen van Raay
- Hendrik Johannes Jesse
- Jules Kayser
- Arie Keppler
- Petrus Cornelis van Kerckhoff
- Jacob Frederik Klinkhamer
- Jan Klopper
- Daniël Knuttel
- Diederik Johannes Korteweg
- Jacob Kraus
- Constant Lodewijk Marius Lambrechtsen
- Wilhelmus François Leemans
- Cornelis Lely
- Otto Cornelis Adriaan van Lidth de Jeude
- Isaac Lindo
- Han van Loghem
- Jacques van Marken
- Adolf Pieter Melchior
- Pieter Adolf Melchior
- Willem Cornelis Metzelaar
- Henri ter Meulen
- Anthonie Rouwenhorst Mulder
- J.A. Mulock Houwer
- Robert Rudolph Lodewijk de Muralt
- Constantijn Muysken
- Rudolph Peter Johann Tutein Nolthenius
- Felix Ortt
- Jan Ernst van der Pek
- Gerard Philips
- Albert Plasschaert
- Marius Poel
- Christiaan Posthumus Meyjes sr.
- Johan Christoffel Ramaer
- Jan Reesse
- Suze Robertson
- Anthonie Rouwenhorst Mulder
- Charles Mathieu Schols
- Jan Schouten (glazenier)
- Karel Sluijterman
- Rudolf Adriaan van Sandick
- Charles Mathieu Schols
- Johan Adrianus Gerard van der Steur
- Thomas Joannes Stieltjes jr.
- Willem Bastiaan Tholen
- Jan Toorop
- Jan Verheul
- Hendrik Wortman
- August Zinsmeister

## Publicaties
- Adriaan Huet. De Delftsche Akademie en de Polytechnische School, 1880.
- G.Th. Jensma, H. de Vries. Veranderingen in het hoger onderwijs in Nederland tussen 1815 en 1940, 1997.
- J. Waltman (jr.), Gedenkschrift van de Koninklijke Akademie en van de Polytechnische School, 1842-1905: samengesteld ter gelegenheid van de oprichting der Technische Hoogeschool, Delft. Technische hoogeschool, 1906.
- KIvI. Vijftigjarig jubileum van de Koninklijke Academie en Polytechnische School te Delft, 4 Januari 1893, supplement bij De Ingenieur, 7e jaargang, 1892.
- Harry Lintsen. Geschiedenis van de techniek in Nederland: Techniek en modernisering, landbouw en voeding. Stichting Historie der Techniek, 1994.

- Library of Congress Control Number: n79065783
- Virtual International Authority File: 139349150